# 石上大和
石上 大和（いしがみ やまと、1944年8月13日 - ）は、日本の経営者。RKB毎日放送社長、会長を務めた。

## 経歴
東京都出身。1960年に東京教育大学附属中学校・高等学校（現・筑波大学附属中学校・高等学校）を卒業。1965年に東京大学文学部を卒業し、同年4月に毎日新聞社に入社。編集局政治部長を経て、1993年にRKB毎日放送に転職。
取締役、常務、東京支社長、専務を経て、2000年6月から2007年6月までに社長を務め、2007年6月から2010年6月までに会長を務めた。
著書に「民社党―中道連合の旗を振る「責任政党」」がある。